# L'Affaire Valérie
Pour plus de détails, voir Fiche technique et Distribution.
L'Affaire Valérie est un documentaire français réalisé par François Caillat et sorti en 2004.

## Synopsis
Enquête sur un fait-divers de 1983 : dans les Alpes, Valérie, une jeune serveuse, assassine un touriste canadien et disparaît.

## Fiche technique
- Titre : L'Affaire Valérie
- Réalisation : François Caillat
- Scénario : Silvia Radelli
- Photographie : Jacques Besse et François Caillat
- Montage : Martine Bouquin
- Son : Jean-Jacques Faure et Anne Louis
- Producteur : Archipel 33
- Pays d'origine :  France
- Durée : 75 minutes
- Date de sortie : France - juillet 2004[1]

## Sélection
- FIDMarseille 2004